# Invictus (Iconoclast III)
Invictus (Iconoclast III) – szósty album studyjny niemieckiej grupy muzycznej Heaven Shall Burn, wydany 21 maja 2010 nakładem Century Media Records.
Za datę oficjalnej premiery albumu przyjęto dzień 21 maja 2010 – wówczas premiera odbyła się w niemieckojęzycznych krajach: Niemczech, Austrii oraz Szwajcarii. 25 maja, premiera miała miejsce w Hiszpanii oraz Włoszech; 26 maja w Szwecji, Finlandii i na Węgrzech; w pozostałej Europie album ukazał się 24 maja. Data premiery płyty w Ameryce Północnej została ustalona na 8 czerwca.
W zamyśle zespołu, jest to ostatnia część trylogii Iconoclast w dorobku zespołu (pierwsza część to album Iconoclast (Part 1: The Final Resistance) z 2008 roku, druga to wydawnictwo DVD: Bildersturm – Iconoclast II (The Visual Resistance) z 2009 roku).

## Lista utworów
Wersja podstawowa
1. „Intro” – 1:10
2. „The Omen” – 3:38
3. „Combat” – 3:48
4. „I Was I Am I Shall Be” – 3:56
5. „Buried In Forgotten Grounds” – 5:33
6. „Sevastopoll” – 4:04
7. „The Lie You Bleed For” – 4:41
8. „Return To Sanity” – 3:20
9. „Against Bridge Burners” – 3:29
10. „Of Forsaken Poets” – 4:32
11. „Given In Death” – 5:12
12. „Outro” – 1:46[6]

Wersja limitowana
11. „Nowhere” (cover Therapy?) – 2:28
Edycja limitowana zawierała utwór „Nowhere”. Został on umieszczony na niej jako 11. na liście utworów (dwa kolejne zostały przesunięte tym samym o jedno miejsce). Oprócz utworu bonusowego, wersja limitowana zawierała opaskę na nadgarstek oraz materiał DVD zatytułowany Live in Vienna, zarejestrowany podczas specjalnego koncertu w klubie Szene Wien w Wiedniu z 21 lutego 2010 roku pod hasłem „Defending Sparta” (pol. „Obrona Sparty”). Zespół, zainspirowany filmem 300, wybrał 300 swoich fanów do roli wojowników, wyposażył ich w okolicznościowe koszulki i pozwolił w czasie koncertu im niejako stoczyć „walkę” przy muzyce grupy.
Live in Vienna:
1. Intro – 1:16
2. Forlorn Skies – 4:58
3. Counterweight – 4:28
4. Voice Of The Voiceless – 4:58
5. Endzeit – 5:31
6. Buried In Forgotten Grounds – 4:22
7. The Disease – 3:00
8. Architects Of The Apocalypse – 3:37
9. The Omen – 4:04
10. Unleash Enlightment – 4:45
11. Of No Avail – 4:28
12. Black Tears – 3:04
13. Behind A Wall Of Silence – 4:48

## Teledyski
- „Forlorn Skies” (live) – promocyjny teledysk będący promocją materiału z koncertu „Defending Sparta” zarejestrowanego 21 lutego 2010 w Wiedniu[8]
- „Combat” (animowany, autorstwa fińskiej firmy Animaatiokopla)[9]

## Twórcy
Podstawowy skład
- Marcus Bischoff – śpiew
- Maik Weichert – gitara elektryczna
- Eric Bischoff – gitara basowa
- Matthias Voigt – perkusja
- Alexander Dietz – gitara elektryczna

Udział innych muzyków
- Produkcją płyty zajął się ponownie Tue Madsen w Antfarm Studio in Aarhus (Dania)[10]. Wydawnictwo zawierać ma również dodatek DVD w postaci fragmentów koncertów i dokumentarium zespołu[11].
- Kompozycje instrumentalne „Intro” [intro] oraz „Outro” są autorstwa Ólafura Arnaldsa.
- Sabine Weniger z grupy Deadlock udzieliła gościnnie swojego głosu, zaś Sebastian Reichl zagrał na gitarze w utworze „Given In Death”[12].

## Inne informacje[13]
- Zdaniem zespołu, album ma dotyczyć „ponownie niekonwencjonalnych historii o bohaterach, będzie naświetlać ugruntowanych idoli od innej strony oraz stawiać pytania względem świętowanych legend”[14]. Po raz kolejny zawartość tematyczna dotyczy wydarzeń historycznych, wojen, polityki oraz inspirowana jest literaturą. Sam tytuł albumu niewątpliwie stanowi nawiązanie do amerykańskiego filmu biograficznego w reżyserii Clinta Eastwooda Invictus – Niepokonany z 2009 roku, opowiadającego o wydarzeniach w Republice Południowej Afryki przed i w trakcie Pucharu Świata w rugby w 1995 roku, którego RPA było gospodarzem po demontażu apartheidu.
- Utwór „The Omen” odnosi się do pytań stawianych grupie w wywiadach: „czy rzeczywiście wierzą w to, że mogą uratować ten świat” – przedstawiając siebie jako zespół społeczno-polityczny.
- Utwór „Combat” dotyczy losu dzieci-żołnierzy[15]. We wkładce do płyty, poniżej tekstu do utworu znajdują się słowa: (ang.) „There are about 300.000 child soldiers worldwide, most of them are forced to fight in armed conflicts.” (pol. „Na całym świecie jest około 300.000 dzieci-żołnierzy, wiele z nich jest zmuszanych do walki w konfliktach zbrojnych.”). Utwór został zainspirowany artykułem Jeana Zieglera oraz wystawą w Muzeum Wojska Polskiego w Warszawie[16].
- Utwór „I Was I Am I Shall Be” (pol. dosł. „Byłem Jestem Mam Być”) dotyczy morderstwa komunistycznych niemieckich działaczy Karla Liebknechta i Róży Luksemburg po manifestacjach komunistycznych w Berlinie w 1919[17].
- Utwór „Buried In Forgotten Grounds” (pol. „Pogrzebani w zapomnianej ziemi”) odnosi się do osoby Augusto Pinocheta oraz roli C.I.A. w strefie Ameryki Południowej. Poświęcony jest także ofiarom puczu wojskowego w Chile w 1972 roku. Sam tytuł dotyczy losu tysięcy rodzin chilijskich, nie wiedzących do dziś, gdzie spoczywają ich krewni – ofiary rządów Pinocheta. W tekście pojawia się wers autorstwa chilijskiego pieśniarza, Víctora Jara, który również był ofiarą tego reżimu. ang. „Silence and screams are the end of my song” (pol. „Cisza i krzyki są końcem mojej pieśni”), które pojawiły się jako zakończenie utworu „The Weapon They Fear” na płycie AntiGone (2004).
- Utwory „Sevastopol” oraz „Return To Sanity” dotyczą dwóch wielkich bitew z czasu drugiej wojny światowej. Pierwszy z nich odnosi się do miasta-portu Sewastopol, które zostało zdobyte przez wojska niemieckie i rumuńskie w lipcu 1942 roku po 8-miesięcznym oblężeniu. Następnie Sewastopol został wyzwolony przez Armię Czerwoną w maju 1944 roku, a w 1945 roku otrzymał tytuł „miasta-bohatera” ZSRR. Drugi utwór dotyczy bitwy o las Hurtgen między oddziałami amerykańskimi i niemieckimi w okresie od 13 września 1944 do 10 lutego 1945 na granicy niemiecko-belgijskiej. Sam las został nazwany „fabryką śmierci”, „zielonym piekłem” i „krwawym lasem”, zaś w Niemczech istnieje zastępcza nazwa walk określana jako „Bitwa wszystkich dusz” (niem. „Allerseelenschlacht”). Tekst utworu dotyczy autentycznego zdarzenia, gdy podczas potyczki niemiecki podporucznik usiłował pomóc rannemu, krzyczącemu żołnierzowi amerykańskiemu i sam zginął. Obecnie na polu bitwy przypomina o tym pomnik postawiony przez Amerykanów pamięci podpucznika Lengfelda.
- Utwór „The Lie You Bleed For” stanowi sprzeciw wobec sprowadzania człowieka do roli robota oraz eksploatowania ludzi w pracy. Tekst do utworu zawiera, po raz pierwszy w historii zespołu, słowa w języku niemieckim. Są to mianowicie dwa wersy: „Und damit du es verstehst, du folgst den falschen Führern / Der Kampf ist nie vorbei, du bist nicht frei” (pol. „I żebyś to zrozumiał, podążasz za fałszywymi przywódcami / Walka nie skończyła się nigdy, nie jesteś wolny”).
- Tekst utworu „Against Bridge Burners” odnosi się do Lwa Kopielewa[18], pisarza rosyjskiego, literaturoznawcy, historyka literatury, germanisty, dysydent polityczny w ZSRR. W listopadzie 1980 roku wyjechał w celach badawczych do ówczesnej RFN, zaż władze ZSRR wykorzystały tę okazję do pozbycia się Kopielewa z kraju odbierając mu obywatelstwo ZSRR.
- Tekst utworu „Of Forsaken Poets” został zainspirowany wierszem „Ein deutscher Dichter bin ich einst gewesen”[19] (pol. „Byłem kiedyś niemieckim poetą”) niemieckiego pisarza Maxa Herrmann-Neisse[20] (urodzonego w 1886 w Nysie). Poeta musiał wyemigrować z Niemiec w 1933 roku po dojściu do władzy Adolfa Hitlera i jego partii NSDAP. W marcu 1933 Niemieckie Zrzeszenie Studentów (NSDStB) zainicjowało kampanię „Przeciw niemieckiemu duchowi”. W myśl tej akcji biblioteki miały być oczyszczane z „destrukcyjnego piśmiennictwa”. Punktem szczytowym były publiczne palenia książek w licznych niemieckich miastach uniwersyteckich w dniu 10 marca 1933. Dzieła wielu pisarzy stawały się ofiarą ognia. Obok studentów, w paleniu książek uczestniczyli także rektorzy i profesorowie[21]. Pisarz następnie osiadł w Anglii, zaś wspomniany wiersz powstał w 1934. Na wyspach pozostawał izolowany, a dodatkowo nie przyznano mu brytyjskiego obywatelstwa po tym jak w 1938 pozbawiono go niemieckiego obywatelstwa. Zmarł w 1941 w Londynie. Podobnie jak wielu pisarzy tego czasu, Max Herrmann-Neisse popadł szybko w zapomnienie. Jego dzieła były stopniowo odkrywane na nowo dopiero od lat 80. i ponownie wydawane. Tekst utworu jest drugim w historii grupy zawierającym słowa wykonane w języku niemieckim (w tym przypadku jest to fragment ww. wiersza).
- Utwór „Given In Death” traktuje o problematyce eutanazji oraz o stanowisku Kościoła w tej kwestii[22].
- Utwór „Nowhere”, autorstwa zespołu Therapy?, został opublikowany pierwotnie na albumie Troublegum z 1994 roku.